# Joeri Fransen
Joeri Fransen (10 juli 1981) is een Vlaams zanger, die bekend werd als de winnaar van Idool 2004. Aanvankelijk bracht hij muziek uit enkel onder zijn voornaam Joeri, nadien onder zijn volledige naam.

## Muzikale carrière
Nadat hij in 2004 Idool gewonnen had, verkocht zijn debuutsingle "Ya 'bout to find out" zeer goed: eind 2004 waren er reeds meer dan 25.000 exemplaren van verkocht, wat hem een gouden plaat opleverde. Het nummer verscheen ook meteen vanuit het niets op de eerste plaats in de Vlaamse Ultratop 50. In 2005 volgde zijn eerste en enige album "True lies". Het stond 21 weken in de Vlaamse Ultratop 100 Albums en behaalde als hoogste plaats de vierde positie. De singles "High and alive" en "We came this far" uit hetzelfde album behaalden eveneens de Ultratop 50, met respectievelijk als hoogste positie nummer 8 en 35. De vierde single uit het album, het titelnummer "True lies", haalde de top niet. Het album en de singles werden uitgebracht bij Sony BMG, zoals voorzien in het contract met Idool.
Na een zeer snel en massaal succes, daalde dit weer even snel. De ontgoocheling was groot. Eind 2005 brak hij met het managementsbureau Stageplan (van Bob Savenberg). Het contract met Sony BMG stopte eveneens.
In 2006 bracht hij een nieuwe single uit: "Different stars". Deze single werd uitgebracht bij het kleine managementbureau Jemmusic. De single kreeg echter nauwelijks aandacht in de media en flopte, wat Joeri tot uitspraken leidde dat zijn carrière "zo goed als dood" was.
In 2007 trad hij nog op met enkele covergroepen, doch zonder succes. Fransen weigerde sindsdien ieder contact met de pers.
In 2010 probeerde Joeri Fransen via fan-funding bij het Franse AKA Music € 35.000 te pakken te krijgen voor een nieuwe single. Dit leidde niet tot een nieuwe single.
In 2013 nam Katastroof samen met Joeri Fransen een nieuwe versie van het nummer "Tengels lieke" op. Het stond op het album Vrindjespolletiek. Joeri Fransen wordt ook vermeld op de website van Katastroof, omdat hij enkele jaren geleden samen met Katastrooflid Stef Bef de groep Home vormde.
In 2024 nam Fransen deel aan het VTM-programma, 'Sing Again'. Hij debuteerde met een single die hij ook in Idool zong (If I had a rocket launcher).

## Politiek
Bij de gemeenteraadsverkiezingen van 2006 was Joeri Fransen kandidaat voor de VLDplus in zijn woonplaats Herentals. Dit zorgde voor spanningen in de plaatselijke partijafdeling omdat de kandidatenlijsten niet correct zouden opgesteld zijn. De plaatselijke partijvoorzitter trad daarom af. Joeri Fransen behaalde slechts 121 stemmen, waarmee ook zijn politieke carrière meteen eindigde.

## Idool optredens
1. Semi-finale (groep 1): "Lean On Me" (Bill Withers)
2. Top 10: "If I Had A Rocket Launcher" (Bruce Cockburn)
3. Top 9: "All Night Long" (Lionel Richie)
4. Top 8: "Geen Toeval" (Marco Borsato)
5. Top 7: "Everybody's Talkin'" (Harry Nilsson)
6. Top 6: "Lovin' Whiskey" (Rory Block)
7. Top 5: "Feeling Good" (Nina Simone)
8. Top 4: "Black" (Pearl Jam)
9. Top 4: "Clocks" (Coldplay)
10. Top 3: "Wicked Game" (Chris Isaak)
11. Top 3: "Out of Time" (Chris Farlowe)
12. Top 2: "Ya Bout To Find Out" (winnaarssingle)
13. Top 2: "Everybody's Talkin'" (reprise) (Harry Nilsson)
14. Top 2: "Georgia On My Mind" (Ray Charles)

## Discografie
- "Ya 'bout to find out" (debuutsingle - 2004)
- "High and alive" (single - 2005)
- True lies (debuutalbum - 2005)
- "We came this far" (single - 2005)
- "True lies" (single - 2005)
- "Different stars" (single - 2006)

Samen met Katastroof:
- "Tengels lieke" (albumtrack op Vrindjespolletiek - 2013)